# Ganvié II
Ganvié II ist ein Teil der Stadt Ganvié und ein Arrondissement im Departement Atlantique in Benin. Es ist eine Verwaltungseinheit, die der Gerichtsbarkeit der Kommune Sô-Ava untersteht.

## Demografie und Verwaltung
Gemäß der Volkszählung von 2013 hatte Ganvié II 18.017 Einwohner, davon waren 9289 männlich und 8728 weiblich.
Von den 69 Dörfern und Quartieren der Kommune Sô-Ava entfallen elf auf das Arrondissement:
1. Agbongamey
2. Ahouanmongao
3. Dakomey
4. Dakomey-Yohonoukon
5. Dossougao
6. Gounsoégbamey
7. Guèdèvié
8. Guèdèvié-Gbègbèssa
9. Havè
10. Kindji
11. Sinhoungbome